# Agamospermia
Agamospermia – jeden z dwóch głównych rodzajów apomiksji. Proces rozmnażania wegetatywnego stwierdzony u niektórych roślin kwiatowych, polegający na rozmnażaniu za pomocą nasion, w których zarodek powstaje bez zapładniania komórki jajowej (partenogeneza) lub z innej komórki woreczka zalążkowego (apogamia).